# 陳麗妃 (永楽帝)
陳麗妃（ちんれいひ、1400年代？ − 永楽22年7月18日（1424年8月12日））は、明の成祖永楽帝の妃。

## 生涯
靖難の変で功を立てた将軍陳懋（寧陽侯に封じられた）と妻の厳妙静のあいだの次女。姉は陳恵陰、妹は陳恵雲。
永楽20年（1422年）、10代で、当時すでに還暦を過ぎていた永楽帝の妃となった。2年後の永楽22年7月18日（1424年8月12日）、永楽帝が崩御した。陳氏は殉死を命じられ、恭順栄穆麗妃の諡号が贈られた。

## 伝記資料
- 『寧陽侯贈浚国公諡武靖陳懋神道碑』「二十年春上復北征，公率所部兵以從，還京賜玉帶金綺龍衣，且聞公有女賢淑，禮聘入宮冊封麗妃。尋命帰寧父母、賚予駢蕃、當世無與為比。」「男六人、長即昭、次曰福寧、俱早卒。次曰晟、為勲衛。次曰潤。次曰瑛。次曰昂。女五人、長適應城伯孫傑、次即恭順栄穆麗妃、次適東勝右衛指揮使張昭、次適府軍左衛指揮使張輪、次適都督同知馬良潤等。」
- 『国榷』天儷：恭順栄穆麗妃陳氏